# Lyaskovets (ville)
Pour les articles homonymes, voir Lyaskovets.
Ne doit pas être confondu avec Lyaskovets (obchtina).
Lyaskovets (en bulgare : Lyaskovec) est une ville du centre-nord de la Bulgarie, dans l'oblast de Veliko Tarnovo.

## Étymologie
Le nom de la ville vient du mot leska (« noisette ») ou leshnik (« noisetier »), parce que cet arbre était abondant dans la région.

## Géographie
La ville est le centre administratif de l'obchtina (municipalité) de Lyaskovets.
Elle est localisée à 10 km au nord-est de Veliko Tarnovo, à 2 km au sud-est de Gorna Oryahovitsa et à 5 km au sud de la rivière Yantra, et est établie au nord de la chaîne de montagnes du Grand Balkan.

## Population
En décembre 2009, la ville comptait une population de 10 314 habitants.

## Hommages
Le pic Lyaskovets (en), dans le Subantarctique, porte le nom de la ville.